# آمباتو-بوئنی (بخش)
آمباتو-بوئنی (به لاتین: Ambato-Boeni) یک بخش‌ از منطقه بوئنی است که در ماداگاسکارواقع شده‌است.

## جامعه(فرهنگ)
این منطقه بیشتر به ۱۱ نوع فرهنگ تقسیم می‌شود :
- Ambato Ambarimay
- Ambondromamy
- Andranofasika
- Andranomamy
- Anjiajia
- Ankijabe
- Ankirihitra
- Madirovalo
- Manerinerina
- Sitampiky
- Tsaramandroso